# Zivadiliring
Zivadiliring ist ein schweizerdeutscher Podcast. Die erste Sendung wurde am 14. September 2021 ausgestrahlt.
Moderiert wird der Podcast von der Autorin Yvonne Eisenring. Sie unterhält sich mit der Moderatorin Gülsha Adilji und der Journalistin Maja Zivadinovic. Der Name Zivadiliring leitet sich von den Nachnamen der drei Beteiligten ab.

## Inhalt
Gesprochen wird über alltägliche Themen, Ernstes, Heiteres oder auch mal Banales. «Was wir besprechen, hängt stark davon ab, was gerade in unserem Leben passiert, was uns nachts wachhält», sagt Eisenring. «Es soll um Persönliches gehen, um private Themen – weniger um einen Meinungsaustausch zu aktuellen Themen oder einen News-Wochenrückblick.»
Eine Sendung dauert rund 45 Minuten. Zu Beginn beantworten bzw. diskutieren die drei Frauen eine Frage einer Zuhörerin, anschliessend wird das Hauptthema diskutiert, das jeweils Yvonne Eisenring vorgibt. Zum Schluss der Sendung gibt es ein Würfelspiel, bei dem eine Frage beantwortet wird, die abwechslungsweise eine der drei Teilnehmerinnen zusammengestellt hat. Die Frage wird durch die Anzahl der gewürfelten Punkte ermittelt. 

## Geschichte
Vom September 2021 bis Ende 2024 erschien der Podcast beim Schweizer Medienunternehmen SRF.
Am 7. Januar 2025 wurde bekannt, dass  Zivadiliring ab sofort nicht mehr bei SRF produziert wird, die auslaufenden Verträge wurden nicht verlängert. SRF sieht sich als Förderin von Angeboten, damit diese sich anschliessend im freien Markt entfalten können.
Im Dezember 2022 fand Zivadiliring im Zürcher Lokal Kaufleuten erstmals live vor Publikum statt., weitere Shows in anderen Schweizer Städten folgten. Am 26. Oktober 2025 wird Zivadiliring im Zürcher Hallenstadion auftreten. Der Auftritt war nach zehn Tagen ausverkauft.
Im April 2025 wurde bekannt, dass die drei Frauen ihren Podcast selbstständig weiterführen werden. Er soll künftig nicht mehr alle 14 Tage ausgestrahlt werden, sondern in unregelmässigen Abständen. Die erste Sendung erschien am 15. April.

## Auszeichnung
Im März 2023 gewann Zivadiliring in der Kategorie «Unterhaltung» den Suisse Podcast Award.